# Varkensdassen
De varkensdassen (Arctonyx) zijn een geslacht van zoogdieren uit de  familie van de marterachtigen (Mustelidae). De wetenschappelijke naam van het geslacht werd in 1825 gepubliceerd door Frédéric Cuvier.

## Soorten
Er worden 3 soorten in dit geslacht geplaatst:
- Arctonyx albogularis (Blyth, 1853) - Noordelijke varkensdas
- Arctonyx collaris Cuvier, 1825 - Varkensdas
- Arctonyx hoevenii (Hubrecht, 1891) - Sumatraanse varkensdas